# Centropogon cordifolius
Centropogon cordifolius är en klockväxtart som beskrevs av George Bentham. Centropogon cordifolius ingår i släktet Centropogon och familjen klockväxter. Inga underarter finns listade i Catalogue of Life.